# Halfreactie
Halfreacties worden gebruikt in redoxreacties, en hebben betrekking op de oxidatie of reductie van een stof. Per stof wordt beschreven hoe oxidator en reductor met elkaar samenhangen, welke stof of stoffen nog meer bij de reactie betrokken zijn en in welke mate de elektronenuitwisseling zal gebeuren (uitgedrukt via een elektrodepotentiaal E°).
Een voorbeeld van een halfreactie is de volgende.
{\displaystyle {\ce {Cu^2+ + 2e- <=> Cu(s)}}}, {\displaystyle \quad E^{o}=0{,}34\ {\text{V}}}
Koperionen (Cu2+) kunnen onder opname van twee elektronen in vast koper overgaan (reductie), maar omgekeerd kan het metaal ook geïoniseerd worden (oxidatie) tot het ion. Bij deze reactie zijn geen andere stoffen betrokken, het koper(II)-ion "trekt" met 0,34 V aan elektronen.

## Voorbeeld
Een oplossing van een koper(II)zout wordt in een ijzeren bakje gedaan. Omdat koper (Cu) een edeler metaal is dan ijzer, heeft het een hogere redox-potentiaal (elektronen hebben dus een grotere voorkeur voor koper dan voor ijzer). De halfreactie van het koper verloopt daarmee in de reducerende richting en het ijzer oxideert tegelijkertijd ("roest").
{\displaystyle {\ce {Cu^2+ + 2e- -> Cu(s)}}} (reductie)
{\displaystyle {\ce {Fe(s) -> Fe^2+ + 2e-}}} (oxidatie)
Deze reactie zal niet spontaan in de andere richting verlopen, omdat het redoxpotentiaal van koper groter is dan dat van ijzer. Dit is daarom een belangrijk kenmerk van halfreacties. In het bovenstaande voorbeeld geldt:
{\displaystyle {\ce {Fe^2+/Fe}}}, {\displaystyle \quad E^{o}=-0{,}41\ {\text{V}}}
{\displaystyle {\ce {Cu^2+/Cu}}}, {\displaystyle \quad E^{o}=+0{,}34\ {\text{V}}}
Het redoxpotentiaal is uiteraard afhankelijk van bijvoorbeeld temperatuur en concentratie, en ook is er bij veel reacties een zekere activeringsenergie nodig waardoor een positief potentiaalverschil niet altijd een garantie is voor een daadwerkelijke spontaan verlopende reactie.